# Pirâmide de Unas
A Pirâmide de Unas (em egípcio antigo: Nefer asut Unas, significando "Belos são os locais de Unas") é uma pirâmide egípcia de laterais lisas construída no século XXIV a.C. para o faraó Unas, o nono e último governante da Quinta Dinastia. É a menor das pirâmides do Império Antigo, porém mesmo assim importante devido à descoberta dos Textos das Pirâmides, feitiços para o pós-vida do faraó inscritos nas paredes das câmaras subterrâneas. Eles foram inscritos pela primeira vez na Pirâmide de Unas e isto tornou-se uma tradição repetida nas pirâmides de governantes posteriores até o final do Império Antigo e meados do Império Médio, quando derivaram-se nos Textos dos Sarcófagos e depois formaram a base para o Livro dos Mortos.
Unas construiu sua pirâmide entre os complexos de Tireis e Djoser em Sacará. Um longo passeio foi construído entre o templo do vale em um lago próximo a fim de criar uma conexão com o complexo. Esse passeio tinha paredes elaboradas cobertas com um teto que tinha uma fenda em uma seção para que a luz pudesse entrar, assim iluminando as imagens. Um uádi longo foi usado como caminho. O terreno era difícil de transacionar e continha edifícios antigos e superestruturas de tumbas. Estes foram derrubados e reaproveitados como base do passeio. Uma grande parte do passeio de Djoser foi reutilizada para aterro. Tumbas que estavam no caminho tiveram suas superestruturas demolidas e foram pavimentadas, preservando suas decorações. Duas tumbas da Segunda Dinastia, que acredita-se pertencerem a Boco, Queco e Binótris, estavam entre aquelas que ficaram sob o passeio. O local foi depois usado para vários enterros de oficiais da Quinta Dinastia, indivíduos da Décima Oitava à Vigésima Dinastias e uma coleção de monumentos da Época Baixa conhecidos como "tumbas persas".
O passeio conectava o templo no lago com o templo mortuário no lado leste da pirâmide. Este templo era acessado por meio de uma grande porta de granito no lado leste, aparentemente construída pelo sucessor de Unas, Teti, que era conectada ao final do passeio. Ao sul do passeio superior estão dois atracadouros que possivelmente continham dois barcos de madeira: as barcas solares de Rá, o deus sol. O templo tinha uma disposição similar ao templo do faraó Tanquerés. Um corredor transversal separa o templo interior do exterior. A capela do templo interior foi completamente destruída, porém costumava conter cinco estátuas em nichos. Uma característica do templo interior era uma única coluna de quartzito que ficava na antecâmara. A sala hoje está toda em ruínas. Quartzito é um material atípico em projetos arquitetônicos, porém existem exemplos esparsos de seu uso no Império Antigo. O material era associado ao culto solar por causa de sua coloração semelhante ao sol.
As câmaras subterrâneas permaneceram inexploradas até 1881, quando Gaston Maspero, que recentemente tinha descoberto textos inscritos nas pirâmides de Pepi I e Merenré I, conseguiu entrar. Maspero descobriu os mesmos textos inscritos nas paredes da Pirâmide de Unas, sua primeira aparição conhecida. Os 283 feitiços constituem o corpo de escritas religiosas mais antigo, menor e melhor preservado do Império Novo. Sua função era guiar o faraó até a vida eterna e garantir sua sobrevivência contínua mesmo que o culto funerário parasse de ocorrer. No caso de Unas, este culto funerário pode ter sobrevivido ao turbulento Primeiro Período Intermediário e durado até a Décima Segunda ou Décima Terceira Dinastias no Império Médio. Entretanto, acredita-se também que possivelmente o culto tenha ressurgido no Império Médio em vez de ter sobrevivido até esse ponto.

## Localização e escavação
A Pirâmide de Unas está localizada no planalto de Sacará e fica em uma linha que corre entre a Pirâmide de Tireis e a Pirâmide de Menquerés, estando entre a Pirâmide de Tireis e a Pirâmide de Djoser. Ela foi construída em meados do século XXIV a.C. para o faraó Unas, o nono e último governante da Quinta Dinastia. O local requereu a construção de um passeio excepcionalmente longo para que se pudesse alcançar o lago próximo, sugerindo que o local pudesse ter algum significado especial para Unas. Seu nome na língua egípcia antiga era Nefer asut Unas, que significa "Belos são os locais de Unas".
A pirâmide foi brevemente examinada no século XIX por John Shae Perring e logo depois por Karl Richard Lepsius, que a listou como a número XXXV em sua lista de pirâmides. O primeiro a entrar foi Gaston Maspero, que examinou a subestrutura em 1881. Ele tinha descoberto recentemente textos nas pirâmides de Pepi I e Merenré I. Esses mesmos textos foram descobertos na tumba de Unas, sua aparição mais antiga já encontrada. O arquiteto e egiptólogo Alessandro Barsanti realizou a primeira investigação sistemática do local entre 1899 e 1901, conseguindo escavar parte do templo mortuário, além de várias tumbas da Segunda Dinastia e da Época Baixa.
Mais escavações foram realizadas por Cecil Mallaby Firth de 1929 até 1931, sucedido por Jean-Philippe Lauer entre 1936 e 1939. Os arqueólogos Selim Hassan, Zakaria Goneim e A. H. Hussein focaram-se principalmente no passeio em investigações conduzidas de 1937 a 1949. Hussein descobriu dois poços de calcário para barcos na extremidade superior do passeio. Ahmed Moussa escavou a metade inferior do passeio e o templo do vale na década de 1970. Moussa e o arqueólogo Audran Labrousse realizaram uma pesquisa arquitetônica do templo do vale entre 1971 e 1981. As pirâmides de Unas, Teti, Pepi I e Merenré I estavam no centro de um grande projeto arquitetônico e epigráfico liderado por Jean Leclant. O Conselho Supremo de Antiguidades conduziu entre 1999 e 2001 um grande processo de reconstrução e restauração no templo do vale. As três entradas e rampas foram restauradas e uma pequena muralha de calcário foi construída a fim de demarcar a planta do templo.

## Complexo mortuário

### Traçado

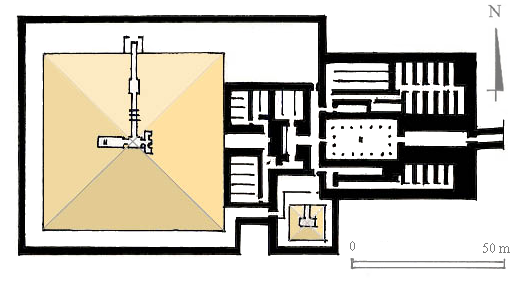
Traçado do complexo de Unas

O complexo de Unas está situado entre a Pirâmide de Tireis e o canto sudoeste do complexo da Pirâmide de Djoser. Está em simetria com a Pirâmide de Userquerés, que fica situada no canto nordeste do planalto de Sacará. Complexos mortuários do Império Antigo eram formados por cinco componentes essenciais: um templo do vale, um templo mortuário, um passeio conectando os dois, uma pirâmide satélite ou de culto e a pirâmide principal. O complexo de Unas possui todos esses elementos: a pirâmide principal com um núcleo de seis degraus de calcário, um templo do vale situado em uma enseada natural na boca de um uádi, um passeio construído através do mesmo uádi, um templo mortuário similar ao de Tanquerés e uma pirâmide de culto ao sul do templo mortuário. A pirâmide, templo mortuário e pirâmide de culto eram cercados por uma muralha perimetral de sete metros de altura. Esta muralha de leste a oeste tinha 86 metros de comprimento e de norte a sul 76 metros.

### Pirâmide

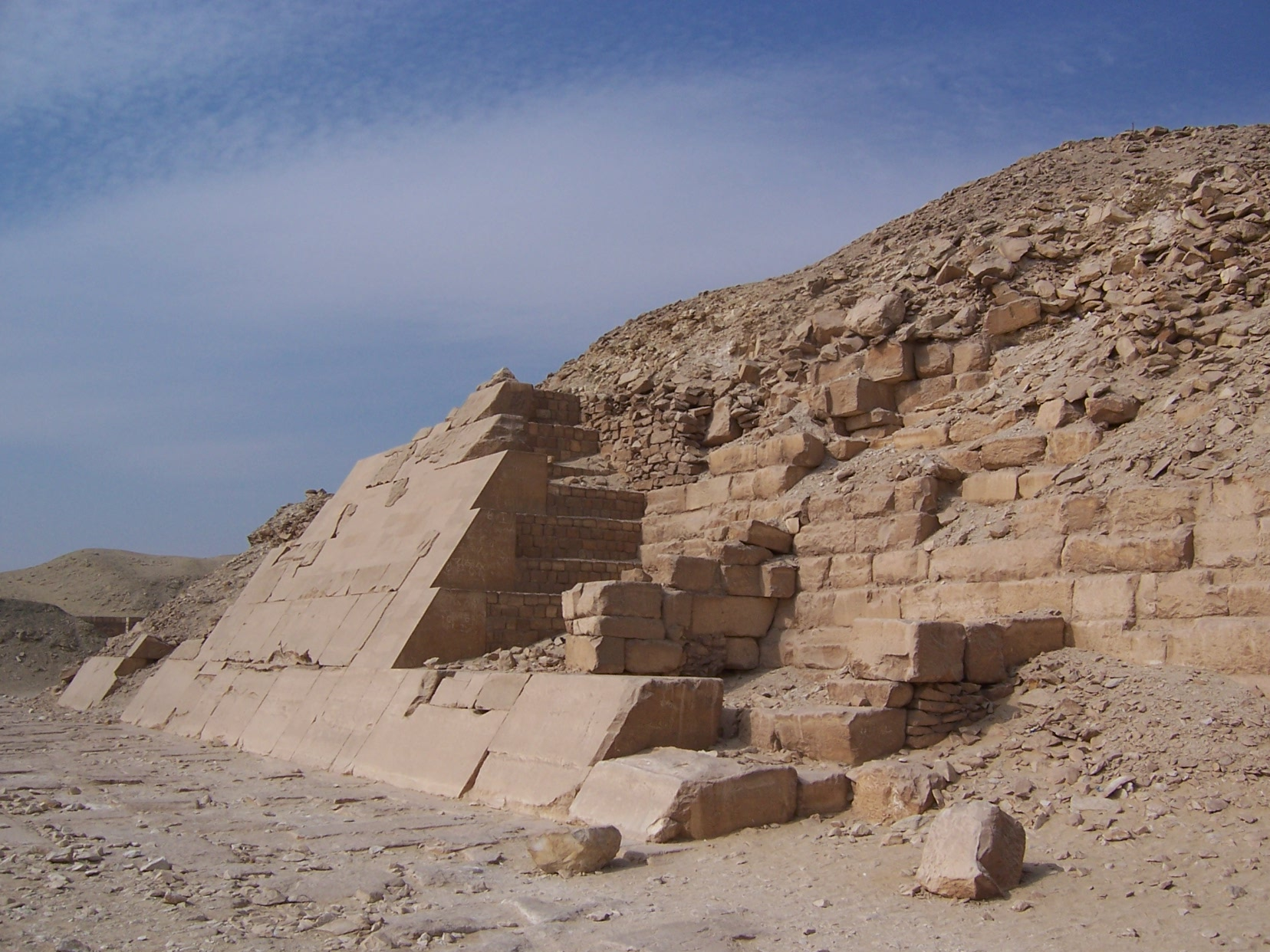
Pequenos restos da cobertura externa na base da Pirâmide de Unas

Unas reinou por aproximadamente trinta anos, porém sua pirâmide é a menor do Império Antigo. Restrições de tempo não podem ser consideradas um fator para explicar seu tamanho, com isto provavelmente sendo o resultado de restrições de acessibilidade a materiais de construção. O tamanho da pirâmide também foi inibido devido à extensa pedreira necessária para aumentar o tamanho do monumento. Unas escolheu evitar esse fardo a mais e em vez disso escolheu manter sua pirâmide pequena.
O núcleo da pirâmide continha seis degraus de altura, construídos com blocos de calcário grosseiramente acabados, que diminuíam de tamanho em cada degrau. O material de construção para o núcleo, idealmente, viria de uma pedreira local. Este núcleo foi coberto com blocos de calcário branco vindos de Tora. Partes da cobertura inferior permanecem intactas até hoje. A pirâmide tinha uma base de 57,75 metros de comprimento e seu ângulo de inclinação era de 56 graus, o que lhe dava uma altura de 43 metros. Seu volume total era de 47 390 metros cúbicos. Suas laterais eram lisas. A pirâmide hoje está em ruínas, assim como todas as outras da Quinta Dinastia, resultado de má construção e materiais. As pirâmides da Quinta Dinastia foram também sistematicamente desmontadas durante o Império Novo para serem reutilizadas na construção de novas tumbas.
Unas abandonou a prática de construir pirâmides para as consortes; em vez disso, suas duas rainhas Quenute e Nebete foram enterradas em uma mastaba dupla localizada ao nordeste da pirâmide principal. Cada uma tinha sua própria sala e entradas separadas, porém o traçado das tumbas era idêntico. Quenute ficou com o lado ocidental e Nebete o oriental. Suas câmaras eram muito decoradas. A capela para a mastaba de Nebete contém quatro nichos nas paredes. Um possui um cartucho com o nome de Unas, indicando que talvez contivesse uma estátua do faraó, enquanto os outros continham estatuetas da rainha. Diretamente ao norte da mastaba estavam as tumbas de Unasanque e Ipute, respectivamente filho e filha de Unas. Hemetre, outra filha, foi enterrada em uma tumba ao leste do complexo de Djoser.

### Subestrutura

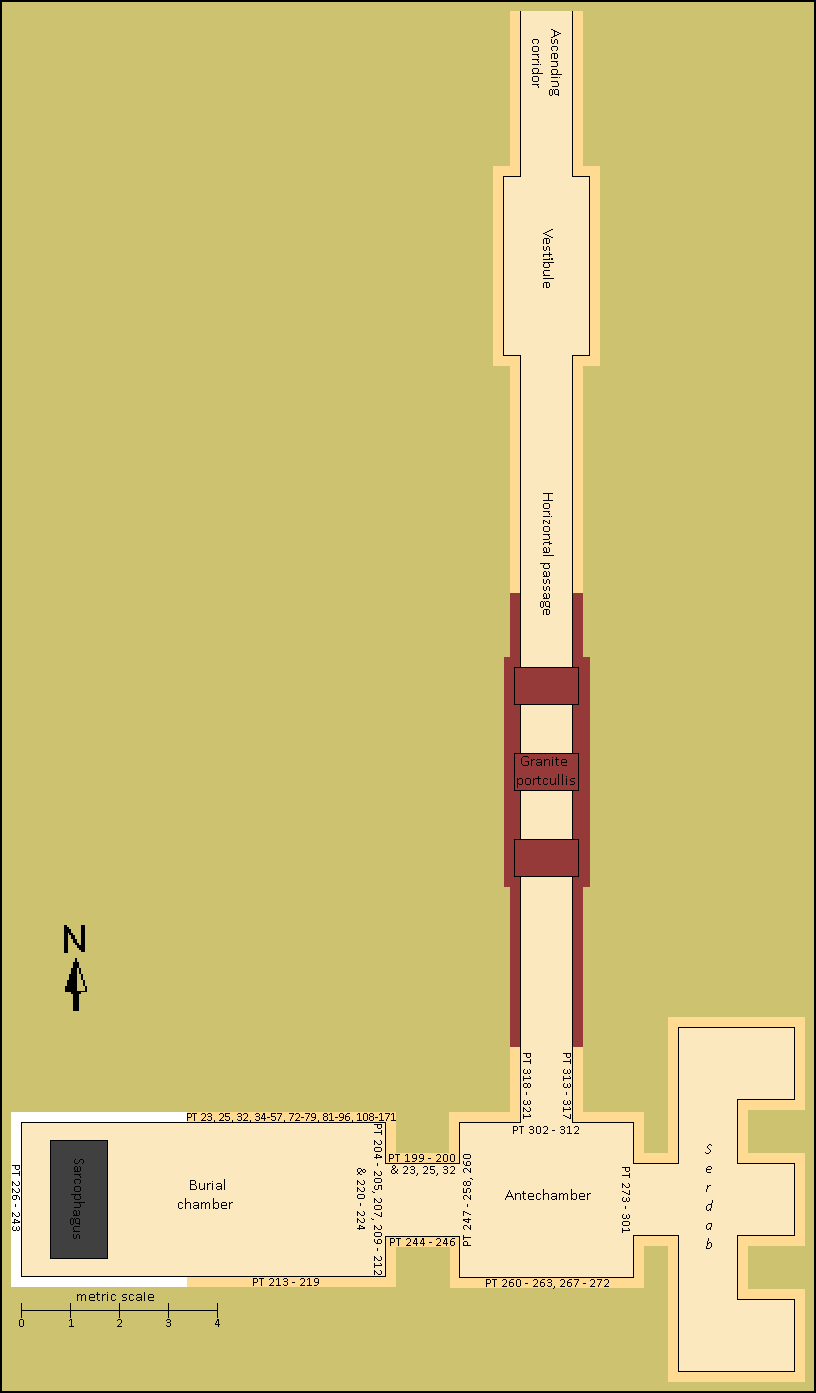
Traçado da subestrutura da Pirâmide de Unas

Uma pequena capela, chamada de "capela norte" ou "capela de entrada", ficava situada adjacente ao lado norte da pirâmide. Ela consistia em uma única sala, com um altar e uma estela com o hieroglifo de "mesa de oferenda". Restam apenas vestígios da capela. Capelas desse tipo tinham uma porta falsa e uma esquema de decoração similar a um salão de oferendas, algo que o arqueólogo David Arnold sugere que indicava que a capela era uma "capela de oferendas em miniatura".
A entrada para a subestrutura ficava sob o chão da capela. A subestrutura de Unas é similar àquela de Tanquerés. A entrada leva a um corredor de 14,35 metros de comprimento com um declive de 22 graus, terminando em um vestíbulo. Este aposento tem 2,47 metros de comprimento por 2,08 metros de largura. Do vestíbulo há uma passagem horizontal de 14,1 metros que leva a uma antecâmara guardada por três lajes de granito em sucessão. A passagem termina na antecâmara de 3,75 por 3,08 metros, localizada sob o eixo vertical da pirâmide. Uma porta ao leste leva a uma sala chamada serdab, com três nichos. Esta mede 6,75 metros de comprimento por dois de profundidade. A oeste está a câmara mortuária, uma sala de 7,3 por 3,08 metros, contendo o sarcófago do faraó. O teto da antecâmara e da câmara mortuária eram em gabletes, similar às pirâmides anteriores da época.
Perto da parede oeste da câmara mortuária está o sarcófago de Unas, feito de grauvaque. O sarcófago não foi danificado, porém seus conteúdos foram roubados. Um baú de canopo tinha sido enterrado sob a extremidade sudoeste do sarcófago. Tudo o que restou de Unas foram restos de sua múmia, incluindo seu braço direito, crânio e tíbia, além dos cabos de madeira de duas facas usadas durante a cerimônia da abertura da boca. Os restos da múmia estão no Museu Egípcio do Cairo.
As paredes das câmaras da subestrutura eram forradas com calcário tirado de Tora, enquanto aquelas ao redor do sarcófago eram revestidas de alabastro branco entalhado e pintado para representar as portas da fachada do palácio real, complementando a passagem oriental. Simbolicamente, elas permitiriam que o faraó partisse da tumba em qualquer direção. O teto da câmara mortuária foi pintado de azul com estrelas douradas a fim de representar o céu noturno. O teto da antecâmara e do corredor tinham pinturas similares. As estrelas da antecâmara e da câmara mortuária apontam para o norte, enquanto aquelas no corredor apontam para o zênite. As paredes restantes da câmara mortuária, antecâmara e partes do corredor eram inscritas com uma série de textos verticais, cinzelados em baixo-relevo e pintados de azul.

#### Textos

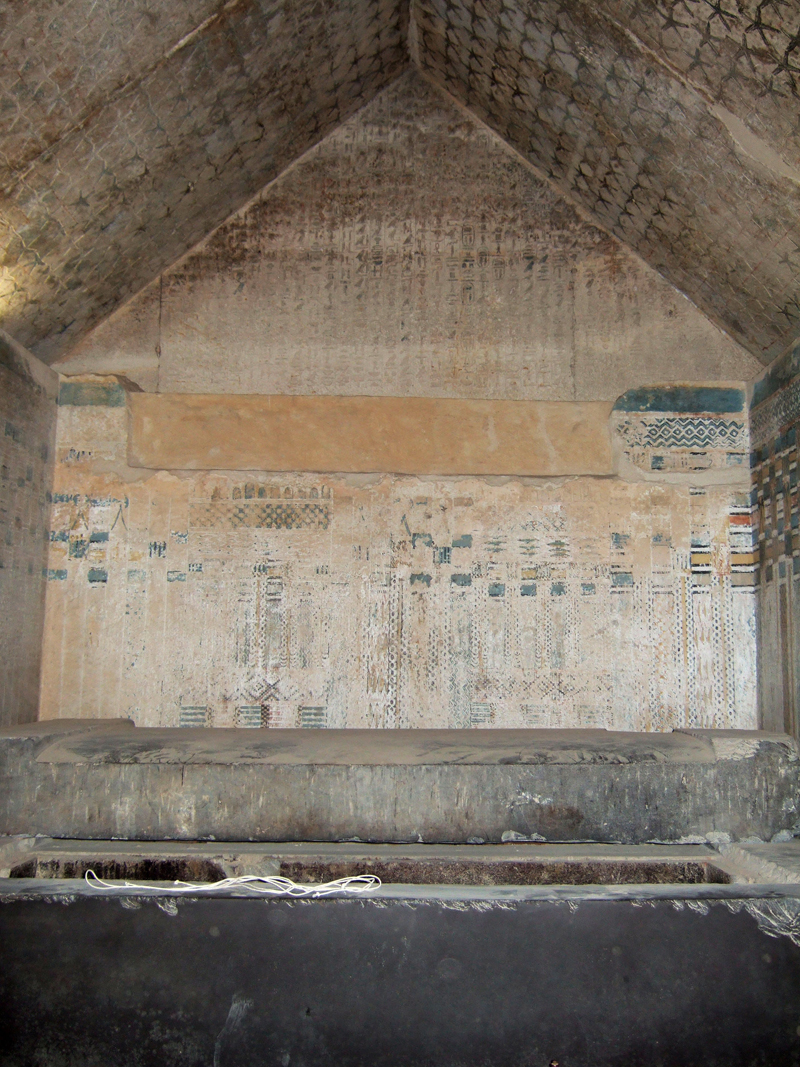
A câmara mortuária com feitiços de proteção preenchendo o frontão ocidental a fim de proteger o sarcófago abaixo

Inscrições, conhecidas como Textos das Pirâmides, foram a grande inovação implementada da Pirâmide de Unas, em cujas paredes subterrâneas foram primeiro gravados. Os Textos das Pirâmides são o conjunto de escrituras religiosas conhecidos mais antigos do Antigo Egito. Um total de 283 feitiços, de pelo menos mil conhecidos e um número indeterminado de desconhecidos, aparecem na Pirâmide de Unas. Os feitiços são a menor e mais bem preservada coleção dos Textos das Pirâmides conhecida oriunda do período do Império Antigo. Apesar de terem aparecido pela primeira vez na Pirâmide de Unas, muitos dos textos são mais antigos. Os textos depois apareceram nas pirâmides de faraós e rainhas das Sexta e Oitava Dinastias, até o final do Império Antigo. Com a exceção de um único feitiço, cópias dos textos de Unas apareceram até o Império Médio e depois, incluindo uma réplica quase completa na tumba do sumo-sacerdote Sesóstris-Ankh em Lixte.
As crenças do Antigo Egito mantinham que o indivíduo era formado por três partes básicas: o corpo, o ka e o ba. Quando uma pessoa morria, o ka se separava do corpo e voltava para jundo dos deuses da onde tinha originalmente partido, enquanto o ba permanecia com o corpo. O corpo do indivíduo enterrado na câmara mortuária nunca deixava o local fisicamente; porém o ba despertava e saía do corpo a fim de iniciar uma jornada para uma nova vida. Uma parte importante dessa jornada era o Akhet: o horizonte, a junção entre terra, céu e o Tuat, o reino dos mortos. O Akhet, para os antigos egípcios, era o local de onde o sol nascia, simbolizando assim um lugar de nascimento ou ressurreição. Nos textos, o faraó é chamado para se transformar em um akh no Akhet. O akh, literalmente "ser efetivo", era a forma ressuscitada do falecido, alcançado por meio de ação individual e performances ritualísticas. Caso o falecido não conseguisse completar a transformação, ele se transformava em um mutu, "o morto". A função dos textos, em congruência com toda a literatura funerária, era permitir a reunião do ba e do ka do faraó levando à transformação em um akh, com o objetivo de garantir vida eterna entre os deuses no céu.
As escrituras no frontão ocidental da câmara mortuária consistiam de feitiços para proteger o sarcófago e a múmia. As paredes norte e sul são dedicadas a rituais de oferendas e ressurreição, respectivamente, enquanto a parede oriental consiste de textos reafirmando o controle do faraó sobre seu sustento na forma de uma resposta ao ritual de oferenda. Os textos do ritual de oferenda continuam nas paredes norte e sul da passagem, dividindo o ritual de ressurreição que se conclui na parede sul. Nos rituais da câmara mortuária, o faraó é identificado tanto como si mesmo quanto como o deus Osíris, Em outros textos ele também é identificado com outras divindades, algumas vezes várias, ao lado de Osíris. O egiptólogo James Peter Allen identificou a última passagem no frontão ocidental:
Seu filho Hórus interveio por você.
Os grandes tremerão, tendo visto a faca em seu punho enquanto emerge do Tuat.
Saudações, experiente! Gebe o criou, a Enéade deu-lhe vida. Hórus ficou contente sobre seu pai, Atum ficou contente sobre seus anos, os deuses ocidentais e orientais ficaram contentes sobre a grande coisa que ocorreu em seu abraço – o nascimento do deus.
É Unas: Unas, veja! É Unas: Unas, olhe! É Unas: Unas, ouça! É Unas: Unas, exista! É Unas: Unas, erga-se de seu lado!
Siga meu comando, você que odeia dormir, mas ficou indolente. Erga-se, você no Nedit. Seu bom pão foi feito em Pe; receba teu controle de Heliópolis.
É Hórus (que fala), tendo sido ordenado a agir por seu pai.
O deus da tormenta, aquele com cuspe em sua vizinhança, Seti – ele o carregará: ele é aquele que carregará Atum.
A antecâmara e o corredor foram inscritos com textos mais pessoais. As paredes oeste, norte e sul da antecâmara contém textos para a transição do reino humano para o próximo e a ascensão do faraó para o céu. A parede oriental tinha um segundo conjunto de feitiços protetores, iniciando-se com o "Hino Canibal". Neste, Unas consome os deuses a fim de absorver seu poder para a ressurreição. O egiptólogo Toby Wilkinson escreveu que o hino mitificava o "ritual da chacina", em que um touro era sacrificado. O serdab não possuía inscrições. A seção sul das paredes e do corredor contém textos que focam-se na ressurreição e ascensão do faraó. Acreditava-se que a mera presença dos feitiços dentro da tumba possuía eficácia, protegendo o governante mesmo se o culto funerário parasse de ocorrer.
Parte do corpo dos Textos das Pirâmides foram passados para os Textos dos Sarcófagos, um conjunto expandido de novos textos escritos em tumbas não-reais do Império Médio, algumas inclusive ainda contendo convenções gramaticais do Império Antigo e com muitas recorrências de formulações dos Textos das Piramides. A transição para os Textos dos Sarcófagos começou no reinado de Pepi I e foi finalizada no Império Médio. Os Textos dos Sarcófagos depois formaram a base para o Livro dos Mortos no Império Novo e Época Baixa. Os textos ressurgiriam em tumbas e papiros por dois milênios, finalmente desaparecendo durante a ascensão do cristianismo.

### Templo do vale

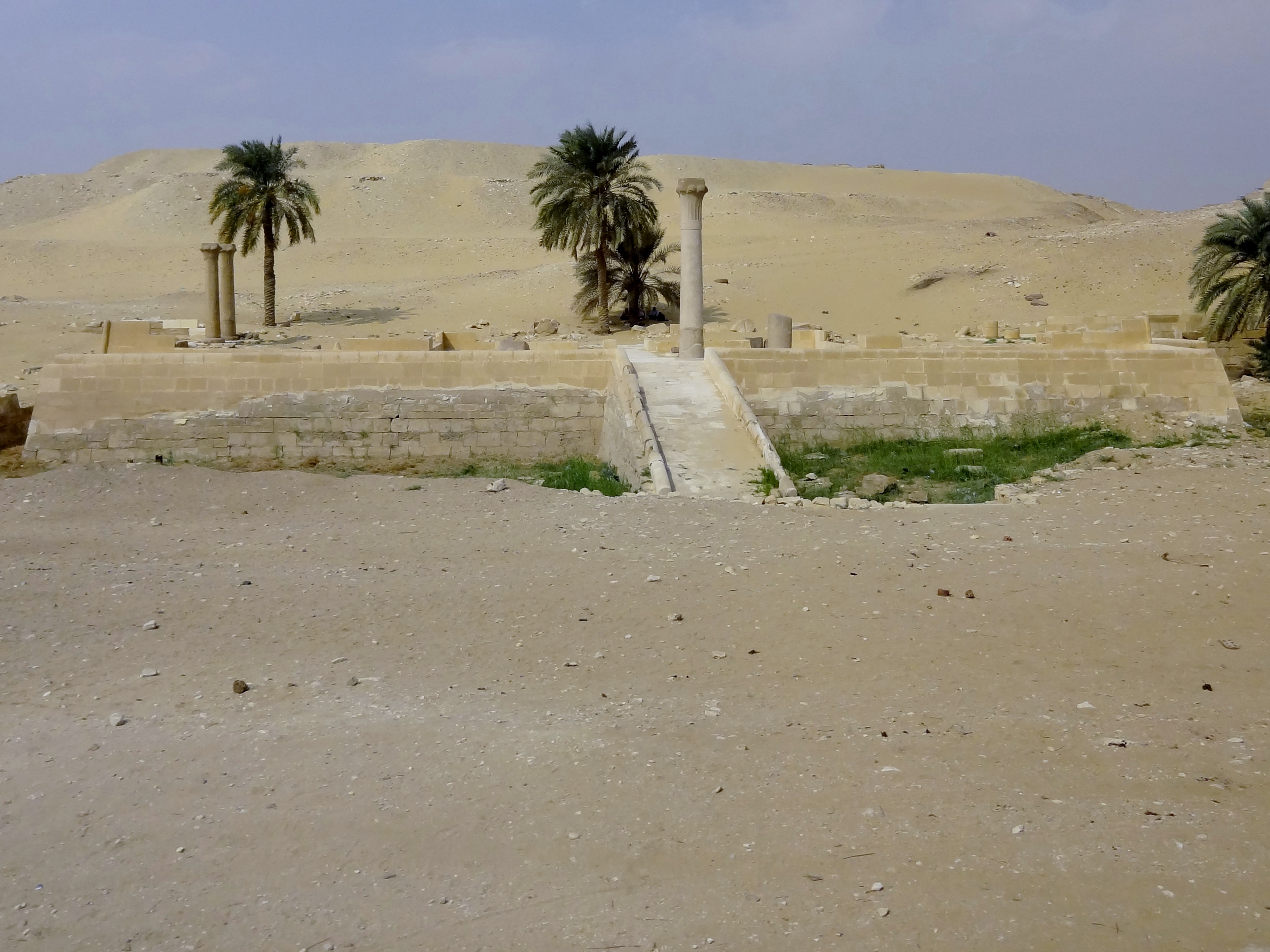
As ruínas do templo do vale

O templo do vale da Pirâmide de Unas ficava situado em uma enseada que se formou naturalmente no ponto em que a boca do uádi se encontrava com um lago. O mesmo uádi foi usado de caminho para o passeio. O templo está localizado entre aqueles de Raturés e Pepi II. Apesar de sua planta complexa, o templo não continha nenhuma inovação significativa em relação a pirâmides anteriores. Ele era ricamente decorado – de maneira similar ao passeio e templo mortuário – com a única coluna de granito sobrevivente da entrada do templo servindo de evidência para a qualidade do trabalho realizado.
A entrada principal do templo ficava no lado leste, consistindo em um pórtico com oito colunas de granito arranjadas em duas fileiras. Um estreito corredor em direção oeste ligava a entrada a um salão orientado no sentido norte–sul. Existia um segundo salão ao sul. Duas entradas secundárias para os salões foram construídas nas laterais norte e sul. Cada um possuía um pórtico com duas colunas cada. Esses também era acessados por duas rampas estreitas. Ao oeste dos salões ficava o salão principal de culto. Ele possuía ao sul uma segunda câmara com três locais de armazenamento e uma passagem ao noroeste que levava ao passeio.

### Passeio

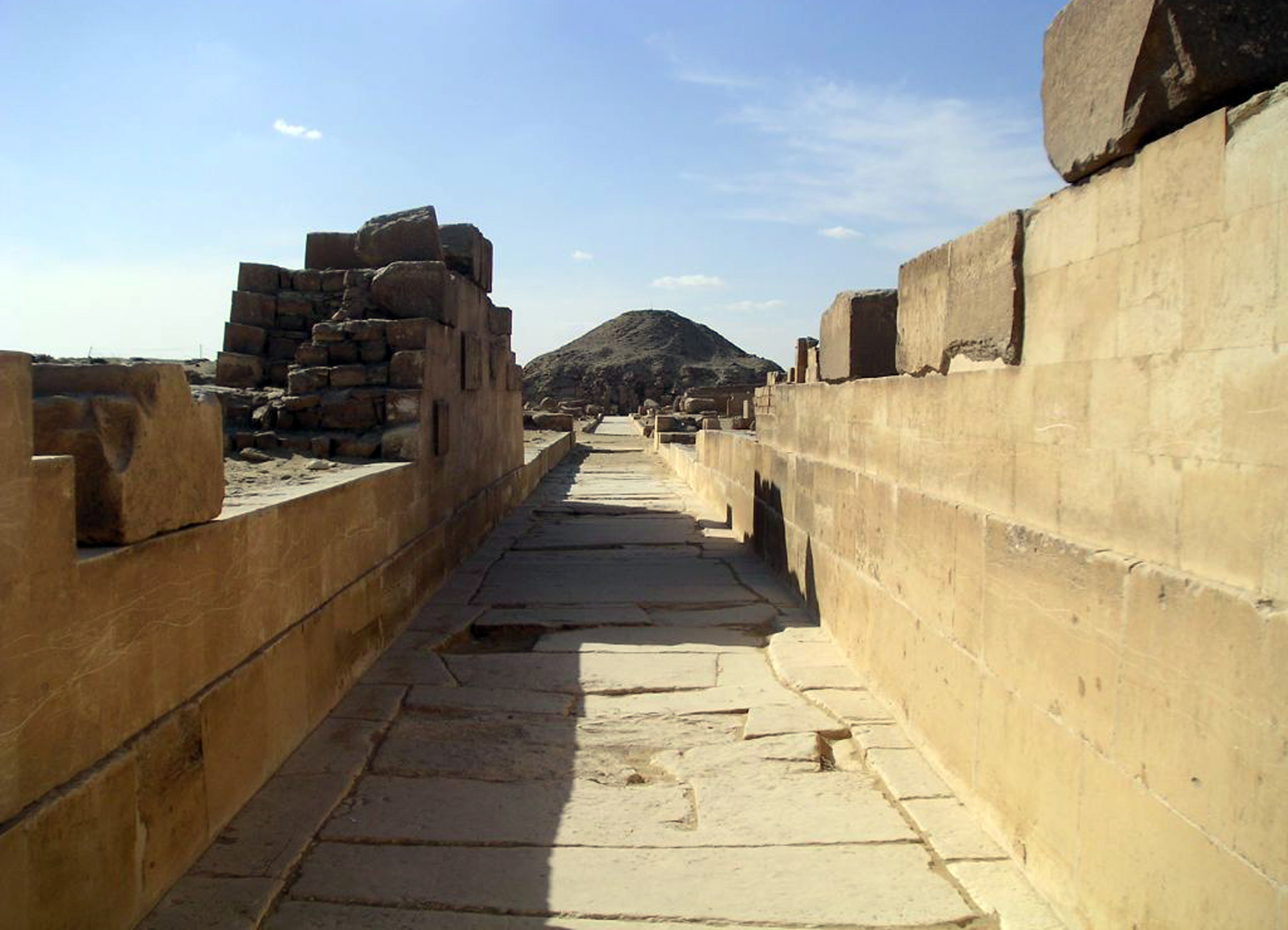
As ruínas do passeio que levam até o templo mortuário da Pirâmide de Unas

O passeio conecta o templo do vale com o templo mortuário no complexo de Unas e foi construído ao longo de um caminho proporcionado por um uádi natural. O egiptólogo I. E. S. Edwards estimou que as paredes tinham quatro metros de altura e 2,04 de espessura. A passagem tinha aproximadamente 2,65 metros de largura. Seu teto foi construído com placas de 45 centímetros de espessura projetando-se de cada parede para o centro. O passeio tem entre 720 e 750 metros de comprimento, sendo um dos mais longos construídos para qualquer pirâmide, comparável ao passeio da Pirâmide de Quéops. O passeio de Unas também é o melhor preservado daqueles do Império Antigo. Sua construção foi complicada e precisava transitar por um terreno irregular e edifícios antigos que foram derrubados e suas pedras apropriadas como forro. O passeio foi construído com duas viradas, em vez de em linha reta. Por volta de 250 metros do passeio de Djoser foi usado como aterro e para tapar buracos entre o passeio de Unas e o uádi. Ao sul da curva superior do passeio estava dois ancoradouros de 45 metros de comprimento feitos de calcário branco, que podem originalmente ter abrigado duas barcas de madeira com quilhas curvadas representando as embarcações de dia e noite de Rá, o deu sol. As barcas ficavam lado a lado em uma orientação leste–oeste.
O passeio também foi construído sobre tumbas, preservando suas decorações, mas não seus conteúdos, indicando que elas foram roubadas antes ou durante a construção do passeio. Duas grandes tumbas reais datadas da Segunda Dinastia estavam entre aqueles que ficaram debaixo do passeio. A tumba ocidental contém selos com os nomes dos faraós Boco e Queco, enquanto a tumba oriental possui vários selos inscritos com o nome de Binótris, indicando que provavelmente era sua. As superestruturas das tumbas foram demolidas, permitindo que o templo mortuário e a parte final do passeio fossem construídos acima.
As paredes interiores do passeio eram ricamente decoradas com baixos relevos pintados, porém os registros destas estão fragmentados. Os resquícios mostram uma variedade de cenas incluindo a caça de animais selvagens, a realização de colheitas, cenas de mercados, artesãos trabalhando com cobre e ouro, uma frota naval retornando de Biblos, embarcações transportando colunas de Assuã para o local de construção da pirâmide, batalhas contra inimigos e tribos nômades, o transporte de prisioneiros, filas pessoas trazendo oferendas e uma procissão de representantes dos nomos do Egito. Uma fenda foi deixada em uma seção do teto do passeio, permitindo que a luz entrasse e iluminasse as decorações das paredes. O arqueólogo Peter Clayton comentou que essas representações eram semelhantes àquelas encontradas nas matabas de nobres.

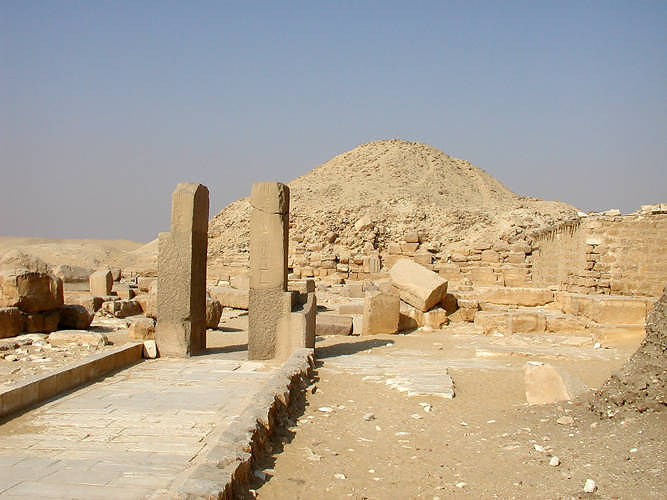
As ruínas do final do passeio, terminando no templo mortuário

O egiptólogo Miroslav Verner destacou uma cena que representa nômades do deserto famintos. Ela foi usada como "prova única" de que os padrões de vida dos habitantes do deserto tinham caído durante o reinado de Unas como resultado de mudanças climáticas no meio do terceiro milênio a.C.. A descoberta de um relevo similar nos blocos do passeio da Pirâmide de Sefrés coloca essa teoria sob dúvida. Verner falou que os nômades podem ter sido trazidos a fim de representar as durezas enfrentadas pelos construtores ao trazerem pedras de maior qualidade oriundas de montanhas remotas. Grimal sugeriu que a cena previa uma fome nacional que acertou o Egito no início do Primeiro Período Intermediário. Segundo Allen et al., a explicação mais amplamente aceita para a cena era que ela tinha a intenção de ilustrar a generosidade do faraó no auxílio a populações famintas.
Uma coleção de tumbas está ao norte do passeio. A tumba de Aquetetepe, vizir de Tanquerés, foi descoberta por uma equipe liderada por Christiane Ziegler. Há outras mastabas que pertencem os vizires Ii, Iinoferte, Nianqueba e Meu. Todos foram vizires de Unas, exceto Meu, que está associado com Pepi I. Há outra tumba que pertence a Unasanque, um dos filhos de Unas, que separa as tumbas de Ii e Iinoferte. Sua datação pode ser do final do reinado de Unas.
Ahmed Moussa descobriu tumbas cortadas na rocha pertencentes a Nefer e Caai (Kahai), cantores da corte do faraó Menquerés, ao sul do passeio, contendo nove enterros incluindo uma múmia extremamente bem preservada encontrada em um caixão dentro de um poço atrás da parede leste da capela. Mounir Basta, o Inspetor Chefe de Sacará, descobriu outra tumba na rocha ao sul do passeio, que foi depois escavada por Moussa. Essa pertencia a dois oficiais da corte, manicures, que viveram durante os reinados de Raturés e Menquerés, chamados Khnumhotep e Niankhkhnum. Uma capela ricamente decorada foi descoberta na tumba posteriormente. Esta ficava localizada em uma mastaba única de pedra que conectava-se com a tumba por meio de um pátio aberto.

### Templo mortuário

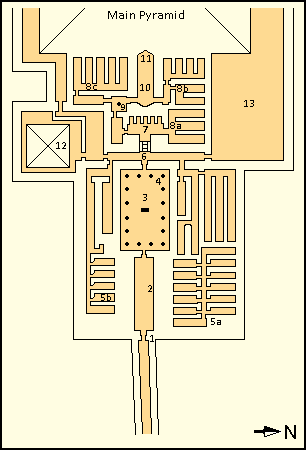
Traçado do templo mortuário de Unas. Em ordem: (1) portão de granito; (2) salão de entrada; (3) pátio com (4) dezoito colunas; (5a e b) armazéns; (6) corredor transversal; (7) capela com cinco nichos; (8a, b e c) armazéns do templo interior; (9) antecâmara com coluna central; (10) salão de oferendas com (11) porta falsa; (12) pirâmide de culto: (13) pátio ao redor do complexo da pirâmide principal

O templo mortuário da Pirâmide de Unas tinha um traçado bem similar a de seu predecessor Tanquerés, com uma exceção. Um portão de granito rosa separa o final do passeio do salão de entrada. Este possui os nomes e títulos de Teti, o sucessor de Unas, indicando que ele deve ter ordenado a construção do portão depois da morte de Unas. O salão de entrada tinha um teto abobadado e um chão coberto de alabastro. As paredes eram decoradas com pinturas em relevo que mostravam a realização de oferendas. O salão de entrada termina em um pátio aberto com dezoito colunas, duas a mais do que no complexo de Tanquerés, feitas com granito rosa que suportam o telhado de um ambulatório. Algumas dessas colunas foram reusadas séculos depois em construções de Tânis, a capital do Egito durante as Vigésima Primeira e Vigésima Segunda Dinastias. Outras colunas estão no Museu Britânico em Londres e no Museu do Louvre em Paris. As decorações em relevo que adornavam o pátio também foram reutilizadas posteriormente, mostrado pela presença de colunas de Unas no complexo da Pirâmide de Amenemés I em Lixte.
Ao norte e sul do salão de entrada e do pátio com colunas estavam uma grande quantidade de armazéns. Eles eram abastecidos regularmente com itens de oferenda para serem usados pelo culto funerário, que tinha grande influência durante a Quinta Dinastia. Sua disposição irregular fez com que os armazéns norte fossem duas vezes mais numerosos do que os do sul. As salas foram usadas para enterros na Época Baixa, salientado pela presença de grandes tumbas em fosso. Na extremidade do pátio estava um corredor transversal que criava uma intersecção entre o pátio das calunas ao leste e o templo interior ao oeste, com a pirâmide de culto ao sul e um grande pátio que cercava a pirâmide principal ficando ao norte.
O templo interior era acessado por uma pequena escadaria que levava a uma capela com cinco nichos para estátuas. A capela e o salão de oferendas eram cercados por mais armazéns; assim como em outros lugares do templo, existiam mais armazéns ao norte do que ao sul. Uma antecâmara quadrada separava a capela do salão de oferendas. Esta media 4,2 metros em cada parede, sendo o menor aposento de seu tipo em todo Império Antigo. Ela está hoje praticamente destruída. Sua entrada original era através de uma porta ao leste e continha mais duas portas que levavam ao salão de oferendas e aos armazéns. A antecâmera continha uma única coluna de quartzito, fragmentos da qual foram encontrados na parte sudoeste do templo, trazida da pedreira de Gabal Alamar perto de Heliópolis. Quartzito é uma pedra particularmente dura e não era comumente usada em projetos arquitetônicos do Antigo Egito. Ela foi usada esporadicamente como material de construção em alguns locais de Sacará durante o Império Antigo. Quartzito está associada ao culto solar, um desenvolvimento natural dado sua coloração ser semelhante àquela do sol. Resquícios de uma porta falsa com uma inscrição relacionada com as almas residentes de Nequém e Pé marca o pouco que hoje resta do salão de oferendas. Um bloco da porta está no Museu Egípcio do Cairo.

### Pirâmide de culto

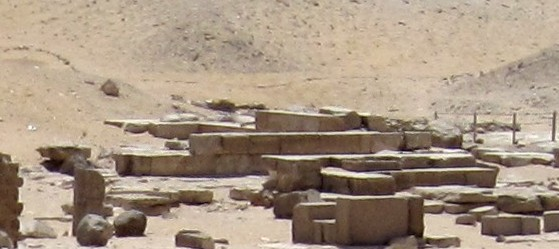
As ruínas da pirâmide de culto

O propósito da pirâmide de culto permanece incerto. Ela possuía uma câmara mortuária, porém não era usada para enterros, em vez disso aparentemente era uma estrutura puramente simbólica. Ela possivelmente tinha a intenção de guardar o ka do faraó, ou ainda uma estátua em miniatura do governante. Ela também pode ter sido usada para performances ritualísticas que centravam-se ao redor do enterro e ressurreição do ka durante o festival Sede, o Festival da Cauda.
A pirâmide de culto de Unas ainda tem resquícios identificáveis, mas foi completamente destruída. O que resta sugere uma base de 11,5 metros, um quinto da pirâmide principal. A inclinação era de 69 graus. Isto era típico para pirâmides de culto, que tinham um índice de 2:1, assim sua altura era igual a sua base. Um pequeno canal foi escavado em frente de sua entrada, talvez para impedir que o escoamento entrasse dentro da pirâmide. As primeiras placas do corredor descendente tem uma inclinação de 30,5 graus. O poço mede 5,15 metros de norte–sul e 8,15 de leste–oeste. A câmara mortuária foi construída 2,03 metros abaixo da rocha do solo, 2,12 metros abaixo do pavimento e medindo cinco por 2,5 metros.
O "grande recinto" da pirâmide principal e do templo interior tem uma anomalia identificável. A quatro metros do lado oeste da pirâmide de culto a muralha vira abruptamente para o norte antes de recuar doze metros em direção da pirâmide principal. Ela para a 2,6 metros da pirâmide principal e volta para seu alinhamento original. A única explicação para isso é a presença da grande tumba de Hotepesequemui que se estende por todo o comprimento do templo e cruza diretamente sob o recesso. Aparentemente, os arquitetos da pirâmide preferiram que a muralha externa corresse sobre a passagem da tumba, em vez de sobre a galeria subterrânea. A pirâmide de culto tinha seu próprio recinto que corre ao longo do lado norte da pirâmide e por metade do lado oeste. Esta muralha secundária tinha 1,04 metro de espessura e uma porta dupla de oitenta centímetros.

## Posteridade
Evidências sugerem que o culto funerário de Unas sobreviveu pelo Primeiro Período Intermediário até o Império Médio, uma indicação de que Unas manteve seu prestígio após a morte. Duas evidências independentes corroboram a existência do culto no Império Médio: uma estela da Vigésima Dinastia com o nome Unassensafe e uma estátua de um oficial de Mênfis chamado Sermaate da Décima Terceira Dinastia, contendo uma inscrição evocando o nome de Unas. O egiptólogo Jaromír Málek comentou que as evidências apenas sugerem um ressurgimento teórico do culto, resultado de seu templo do vale servindo de entrada útil para a necrópole de Sacará, mas não sua sobrevivência desde o Império Antigo. Apesar do interesse renovado na época em faraós do Império Antigo, seus complexos funerários, incluindo o de Unas, foram parcialmente reusados na construção das pirâmides de Amenemés I e Sesóstris I em Lixte. Um dos blocos usados no complexo de Amenemés foi identificado como tendo se originado do complexo de Unas, provavelmente tendo sido tirado do passeio, baseado nas inscrições que contém seu nome. Especula-se que outros blocos também vieram do complexo de Unas.
O planalto de Sacará passou por uma nova era de construção de tumbas no Império Novo. O local foi usado para tumbas de pessoas individuais a partir do reinado de Tutemés III na Décima Oitava Dinastia e até possivelmente a Vigésima Dinastia. A maior concentração foi encontrada em uma grande aérea ao sul do passeio de Unas. Esta área tornou-se proeminente na época de Tutancâmon. A Pirâmide de Unas passou por um trabalho de restauração no Império Novo. Caemuassete, Sumo Sacerdote de Mênfis e filho de Ramessés II, na Décima Nona Dinastia, fez com que uma inscrição fosse cravada em um bloco do lado sul da pirâmide comemorando seu trabalho de restauração.
Monumentos da Época Baixa, apelidados de "tumbas persas", possivelmente do reinado de Amósis II, foram descobertos próximos do passeio. Esses incluem tumbas construídas para Tjaneebu, Supervisor da Marinha; Psamético, o Médico Chefe; e Peteniese, Supervisor de Documentos Confidenciais. O egiptólogo John D. Ray explicou que o local foi escolhido pois era facilmente acessível de Mênfis e do Vale do Nilo. Traços de enterros fenícios e aramaicos foram relatados em áreas diretamente ao sul do passeio.